# Willadingen
Willadingen is een gemeente en plaats in het Zwitserse kanton Bern, en maakt deel uit van het district Emmental.
Willadingen telt 211 inwoners.